# ألكسندر الكورنثي
الكسندر ((بالإغريقية: Ἀλέξανδρος)‏) (توفي 247 قبل الميلاد) كان حكومى مقدوني وحاكم مستقل لكورنث، كان ابن كراتيورس الذي حكم باخلاص كورنث وخالكيذا لأخيه غير الشقيق أنتيغونوس الثاني غوناتاس وجدته فيلا، الابنة المشهيرة لأنتيباتر والزوجة الأولى لديميتريوس الأول المقدوني. قد يكون اسم والدته طبقا لملاحظة في ليفى (الخامس والثلاثون، 26) (نيسايا) وهذا ايضا كان اسم زوجته.
عند وفاة والده تقريبا عام 263 قبل الميلاد ورث ألكسندر منصب ابيه، ذهب بعد ذلك إلى ما هو ابعد من مجرد قائد عسكرى مقدونى واصبح شبه وصي على العرش في اليونان، لعدة سنوات ظل الكسندر مخلصا لأنتيغونوس، ولكن بحلول عام 253 قبل الميلاد قبل ألكسندر دعم مالى من الملك المصرى بطليموس الثاني وقد عقد العزم لتحدي السيادة المقدونية ساعيا֞ للاستقلال كحاكم مستقل.
فقدان كورنث ووابية كان فشلا لا يمكن تعويضه تقريبا للسيطرة المقدونية على اليونان، حاول انتيغونوس استعادة كورنث وابية، ببناء تحالف مع أثينا وآرغوس وسيكيون، ولكن ألكسندر تمكن من سحب سيكيون لصفه وبالتالى تمكن من التحالف مع اتحاد آخاين متحديا منافسه البطلمى بهحوم متقن في سيكلادس، لم يستطع انتيغونوس حماية حلفائه، في عام 249 قبل الميلاد انتصر ألكسندر على اثينا وأرغوس وفى العام التالى ربما اجبر اعدائه على قبول الهدنة.
توفى ألكسندر عام 247 قبل الميلاد، في قمة قوته، في ظروف غامضة مما أدى لاعتقاد حلفائه أنه تم تسميمه من قبل انتيغونوس غوناتاس.
من المفترض ان أرملة ألكسندر نيسايا حكمت ممتلكاته ولكن بعد موت حاميها بطليموس الثاني عام 246 قبل الميلاد ضعف حكمها، عندما حقق انتيغونوس انتصاره بحريا على أعدائه وغزو الاتحاد الأيتولي لبيوتيا مهددين بذلك خالكيدا وأتيكا وكورنث، قبلت نيسايا الزواج من ابن انتغيونوس ووريثه ديميترس انتغونوس الثانى وخلال احتفالات الزواج في شتاء عام 245/244 قبل الميلاد استرجع انتيغونوس منطقة اكرونوث العسكرية، واستعاد السيطرة على ممتلكاته السابقة.